# Maoizam
Mao Ce-tungova misao (trad. kin. 毛澤東思想, pin. Máo Zédōng Sīxiǎng), ili samo maoizam, politička je teorija koja vodi porijeklo od učenja kineskog diktatora Mao Ce Tunga. Njegovi sljedbenici, poznati kao maoisti, prakticiraju anti-revizionistički oblik marksizma-lenjinizma. Razvijao se od 1950-ih godina 20. stoljeća do reformi Denga Xiaopinga 1976. godine 20. stoljeća, široko je prihvaćena kao vodeća politička i vojna ideologija Komunističke stranke Kine, kao i jedna od vodećih teorija revolucionarlnih pokreta širom svijeta. Suštinska razlika između maoizma i drugih oblika marksizma je u tome što je Mao tvrdio da seljaci trebaju da budu suštinska revolucionarna klasa u Narodnoj Republici Kini, jer su, za razliku od industrijskih „drugova”, bili više odgovorni za uspostavljanje uspješne revolucije i socijalističkog društva u Kini.

## Vanjske poveznice
- Guiding thought of revolution: the heart of Maoism (engl.)
- Marx2Mao.org Mao Internet Library (engl.)